# Lewis Baltz

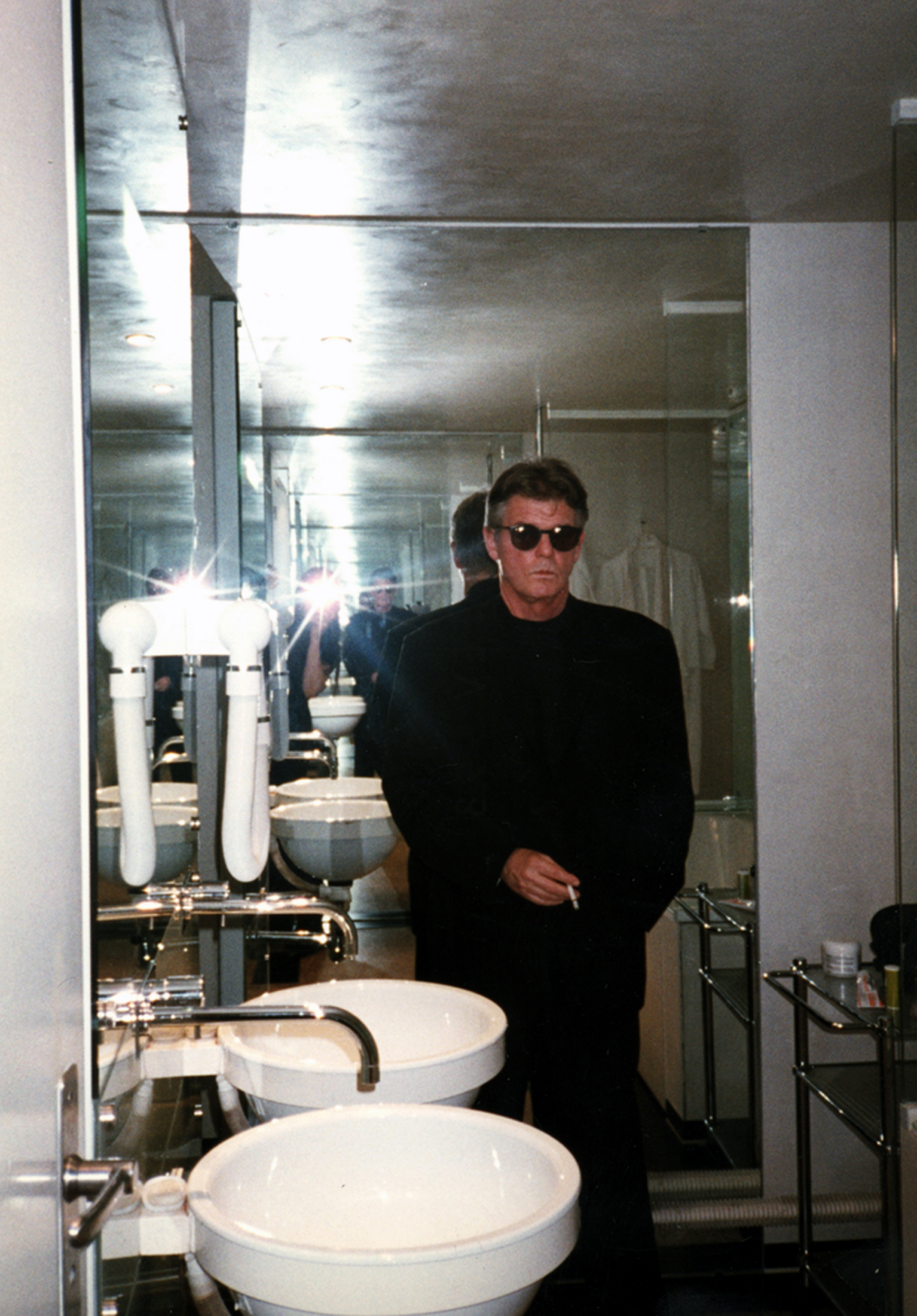
Lewis Baltz

Lewis Baltz (Newport Beach, 12 settembre 1945 – Parigi, 22 novembre 2014) è stato un fotografo statunitense.

## Biografia
Le sue opere si trovano in importanti musei quali il  The Whitney Museum of American Art di New York, il Museo d'Arte Moderna di Parigi, il San Francisco Museum of Modern Art, il Museo di arte contemporanea di Helsinki, la Tate Modern di Londra. Ha fatto parte della mostra New Topographics: Photographs of a Man-Altered Landscape (1975), curata da William Jenkins alla George Eastman House, a cui presero parte altri fotografi seminali come Bernd e Hilla Becher, Robert Adams, Joe Deal, Nicholas Nixon, Frank Gohlke e Stephen Shore.
Ha pubblicato anche diversi libri tra cui “The New Industrial Parks”, “San Quentin Point”, “Candlestick Point” e “Nevada” tutte testimonianze dei danneggiamenti operati dall'uomo e dalla sua tecnologia distruttiva.
Ha insegnato presso la facoltà di Design e Arti dell'Università IUAV di Venezia e presso la European Graduate School.
Tra i suoi ultimi progetti, è stato impegnato in Italia, a Colle di Val d'Elsa, nell'ambito della riqualificazione del centro della città bassa (progetto coordinato dall'Atelier di Jean Nouvel), e in tale contesto si è occupato della riscoperta delle Gore che scorrono nel sottosuolo della centrale Piazza Arnolfo di Cambio.